# David Townsend
David Graham Hill Townsend (ur. 28 sierpnia 1955 w Birmingham) – brytyjski wioślarz, brązowy medalista olimpijski i dwukrotny medalista mistrzostw świata.

## Kariera
Wystąpił na igrzyskach olimpijskich w Montrealu w 1976, zajmując 12. miejsce w czwórkach bez sternika. Na rozgrywanych cztery lata później igrzyskach olimpijskich w Moskwie osada Wielkiej Brytanii w składzie: John Beattie, Ian McNuff, David Townsend i Martin Cross zdobyła brązowy medal w tej samej konkurencji. W finale uplasowali się o 8,41 sekundy za osadą NRD i o 4,77 sekundy za osadą ZSRR. 
W czwórkach bez sternika zdobył także brązowe medale na mistrzostwach świata w Cambridge (1978) i na mistrzostwach świata w Bledzie (1979).
Kształcił się na Uniwersytecie Londyńskim. Po zakończeniu kariery został działaczem sportowym, był między innymi dyrektorem programu wioślarstwa na macierzystej uczelni.